# Адамюк, Эмилиан Валентиевич
Эмилиа́н Валентиевич Адамю́к, также Емельян Валентинович (11 [23] июня 1839, Бельск — 5 [18] сентября 1906 Казань) — российский офтальмолог, доктор медицины, заслуженный профессор Казанского университета.

## Биография
Родился в городе Бельске Гродненской губернии (ныне Бельск-Подляски, Польша) 11 (23) июня 1839 года. Происходил из мещан, православного вероисповедания.
В 1858 году, как первый ученик Белостокской гимназии, он получил стипендию Виленского учебного округа и поступил в Императорский Казанский университет на историко-филологический факультет. Учиться ему было сложно из-за незнания греческого языка, который не преподавался в Белостокской гимназии и через год он перешёл на медицинский факультет Императорского Казанского университета, окончив который в 1863 году, с 1 января 1864 года был оставлен на кафедре хирургии и офтальмологии. В 1864—1865 учебном году вёл практические занятия со студентами по оперативной хирургии, а в 1865 году был назначен ординатором при глазном отделении госпитальной хирургической клиники, заведующим которой был профессор А. Н. Бекетов, читавший лекции по офтальмологии.
Под руководством Н. О. Ковалевского Э. В. Адамюк подготовил и защитил в 1867 году докторскую диссертацию «К учению о внутриглазном кровообращении и давлении» и 15 марта 1868 года стал приват-доцентом. Был командирован за границу, где занимался в глазных клиниках Германии, Австрии, Швейцарии, Франции и Голландии. Ещё до окончания заграничной командировки, 28 мая 1870 года, на основании его печатных трудов он был избран доцентом кафедры офтальмологии Казанского университета. В сентябре 1871 года он стал экстраординарным, а с 9 декабря 1872 года — ординарным профессором. В начале 1870 годов он организовал небольшую глазную клинику (сначала на 6, затем — 10 коек), в которую приезжали сотни больных из Сибири и Урала. С 1871 по 1874 года он был также секретарём медицинского факультета.

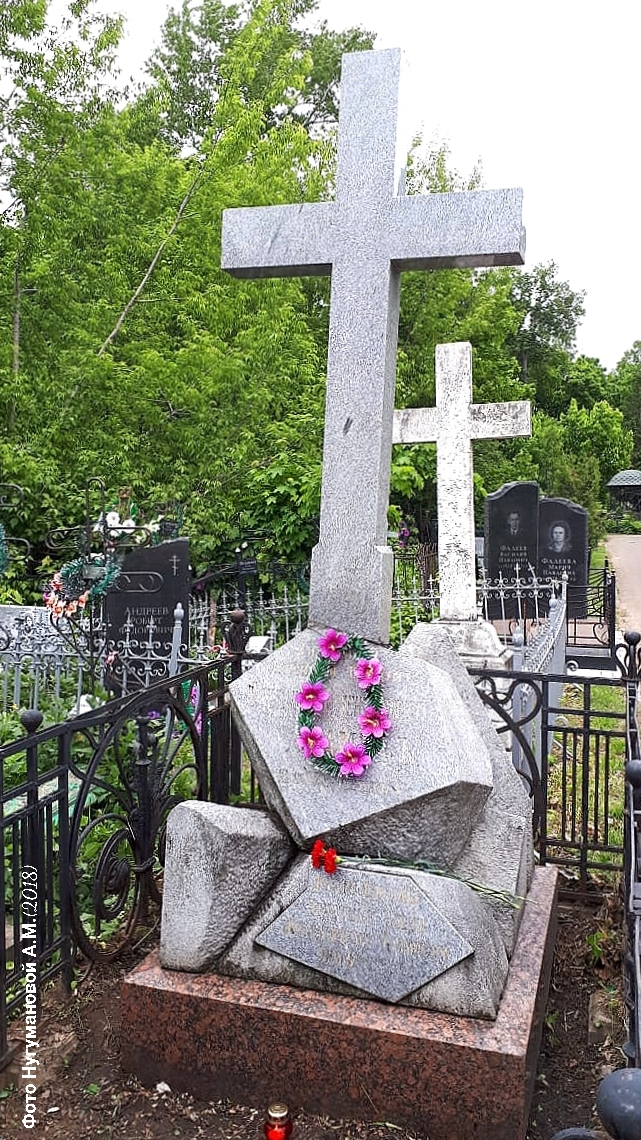
Могила Е. В. Адамюка на Арском кладбище.

Будучи одним из основоположников отечественной офтальмологии, опубликовал около 100 работ по внутриглазному кровообращению и давлению, первым обосновал ведущую роль нарушения оттока крови из сосудистой оболочки глаза как причины возникновения глаукомы, которой посвящено 16 его публикаций. Адамюк разработал теорию инфекционного происхождения трахомы — без микроскопических исследований, только на основании своих практических наблюдений. Другим важным направлением его исследований была миопия, главным условием возникновения и дальнейшего развития которой он посчитал «сведение глаз при рассматривании близких предметов, которое будет тем сильнее, чем ближе эти предметы»; одним из первых он отметил роль наследственного фактора в формировании близорукости: «особенно подвержены глаза с изначальным истончением оболочек, которое, по его мнению, передается по наследству от близоруких родителей».
Им было задумано написание «Руководства к изучению болезней глаза»: в период с 1881 по 1898 год были напечатаны четыре тома. 
Среди его учеников: А. Г. Агабабов, В. В. Чирковский, В. Е. Адамюк. Был почётным членом Казанского университета и многих медицинских обществ врачей (Симбирска, Астрахани, Киева, Минска, Вятки, Кавказа). На протяжении многих лет он был консультантом Родионовского института благородных девиц, членом попечительства о слепых в Казани. Был гласным городской думы.
С 26 декабря 1877 года — действительный статский советник. Был награждён орденами Св. Анны 2-й (1873) и 1-й (1889) ст., Св. Станислава 1-й ст. (1885), Св. Владимира 3-й и 2-й (1896) ст.
Осенью 1900 года подал прошение об отставке, жалуясь на слабое здоровье. В 1902 году перенёс тяжёлое заболевание воспалением лёгких с поражением сердца.
Умер после тяжёлой и длительной болезни 5 (18) сентября 1906 года. Похоронен на Арском кладбище в Казани.

## Библиография

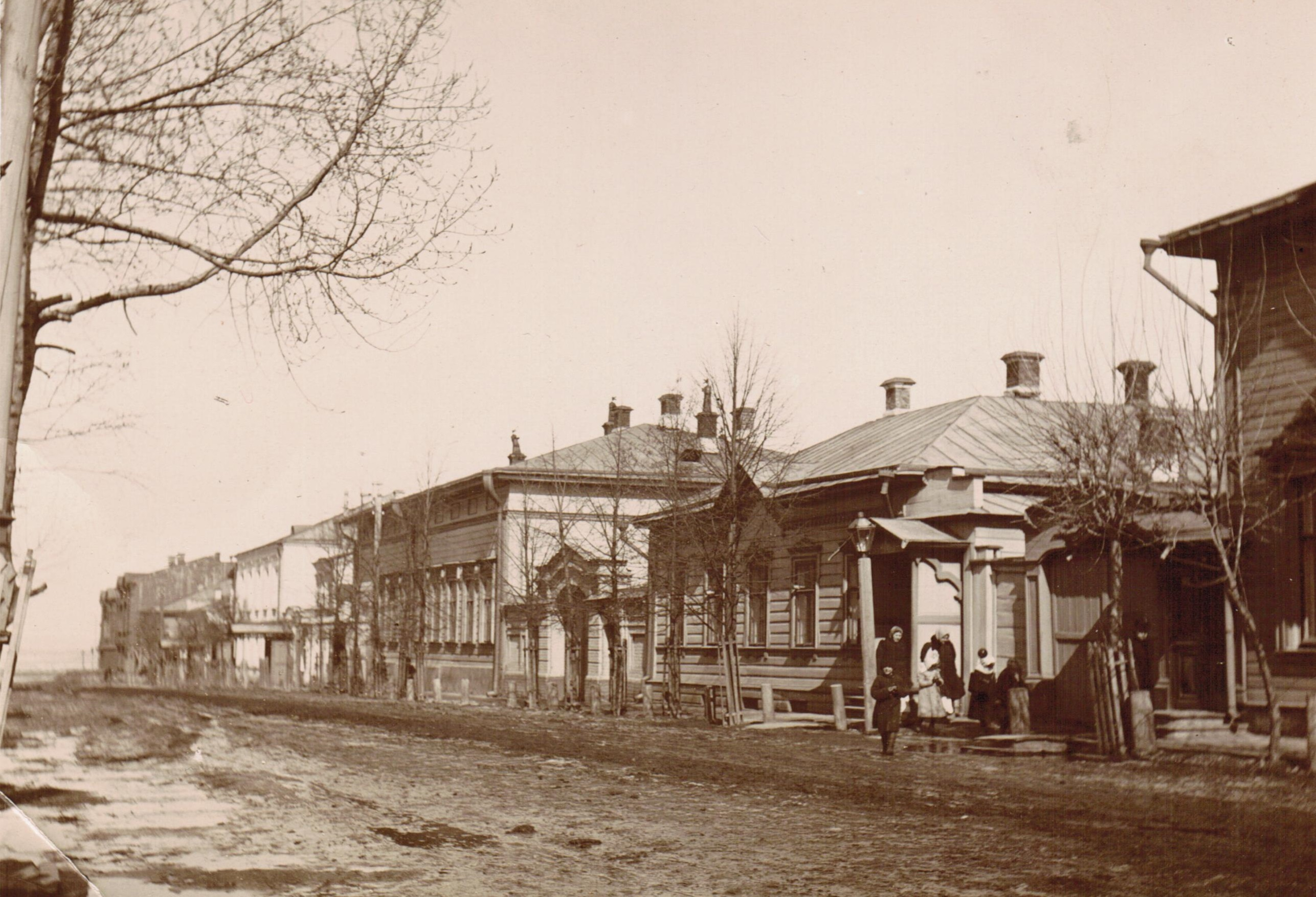
Дома на улице Жуковского, принадлежавшие профессору и его семье. Фотография из семейного архива. Предоставлена правнуком профессора Р.Клоссом.

## Семья и потомки
Женился 17 июня 1872 года на дочери статского советника Софье Петровне Сергеевой. За ним числился деревянный дом в Казани, за женой в Мензелинском уезде Уфимской губернии деревянный дом и 227 десятин земли.
У них было 6 детей: Надежда, Наталья (01.09.1875—?), Валентин (13.02.1877—16.06.1950), Пётр (28.10.1880—?), Ольга и Варвара.
Род был внесён в 3-ю часть дворянской родословной книги Казанской губернии по определению Казанского дворянского депутатского собрания от 17.12.1903 и утверждён указом Герольдии от 30.09.1904.
В январе 2018 года Казанский медицинский университет посетили прямые потомки Адамюка — его правнуки Р. Клосс и Георг Вахбергер с семьями. Вместе с сотрудниками кафедры офтальмологии они посетили могилу и дом, в котором когда-то жил их прадед. С собой правнук привёз фотографии из семейного архива, где запечатлен Адамюк со своими детьми. Свое сообщение Р. Клосс сопровождал демонстрацией фамильного древа.

## Память
В центре Казани есть улица его имени — на ней находится всего один дом. Семья ученого жила в Казани на улице Поперечно-Грузинская (ныне, ул.Жуковского), где им принадлежало 3 дома (NN 16, 18 и 20). В наше время сохранился дом под номером 18 (сейчас 18а).
В 1922 году, уже после смерти профессора, Казанскому научно-исследовательскому трахоматозному университету было присвоено имя Е. В. Адамюка.